# Peña Negra
Peña Negra es un centro poblado bajo jurisdicción del  perteneciente al municipio de Cachipay, Cundinamarca (Colombia). Se encuentra al sur-occidente de la cabecera municipal, a 6 km por vía carreteable pavimentada en algunos tramos. Goza de un clima cálido, razón por la cual es un atractivo turístico para los habitantes de Bogotá, a esto se le suma que el cauce del río Bahamón pasa muy cerca del área urbana formando balnearios naturales, de los cuales se destacan El Acilo y El Bagasal.
Además hay importante producción agropecuaria, de café, flores, follajes y ganado tanto vacuno como en especies menores, destacándose la presencia de una granja avícola extensiva para producción de huevo conocida como AVINSA. En Peña Negra funciona el Instituto Técnico Agrícola de Peña Negra para educación media técnica agropecuaria, y una escuela de básica primaria.

## Historia
Erigido como inspección en 1982 mediante ordenanza 006 de la Asamblea de Cundinamarca.
Peña Negra fue una adjudicación de la hacienda cafetera Las Mesitas de Santa Inés, cuna de grandes historias con sabor a café, tras el desenvolvimiento de esta, la región fue comprada por campesinos quienes se dedicaron a la producción de frutales tropicales como el mango, la mandarina, la naranja y el banano.

## División política
El centro poblado funge como núcleo de actividad comercial de veredas circundantes como La Ceiba, La Laguna, La Palmera, La Recebera, San Antonio (Alto y Bajo), La Uchuta y Baiven.

## Geografía
Orografía:
Peña Negra se encuentra ubicada en la Cordillera Oriental.
Hidrografía:
Peña Negra cuenta con una sola cuenca hidrográfica, el Río Bahamón, por lo que es de gran importancia pues surte del recurso hídrico a los cultivos y pobladores sin conexión al acueducto del pueblo (ACUAPEÑANEGRA). El río se encuentra ubicado al suroriente del municipio de Cachipay y abastece algunos acueductos veredales del municipio de Anolaima e Inspecciones del municipio de La Mesa.
De igual manera encontramos quebradas de menor jerarquía como: Caloncho, Doña Juana, Puente Peo, Los Tramposos, La Recebera y Locota.
Clima:
Por la forma que presenta el relieve, en la zona predomina el clima cálido. Tiene una altura de 1.150 metros sobre el nivel del mar. Su temperatura promedio anual es de 28 °C, presentando variaciones que van de los 21 °C a 35 °C, dependiendo de las diferentes áreas agrológicas que se encuentran en los alrededores del caserío.
La precipitación promedio anual es de 1.472 milímetros y la humedad relativa en invierno es del 80 % y en verano del 75 %.

## Fiestas

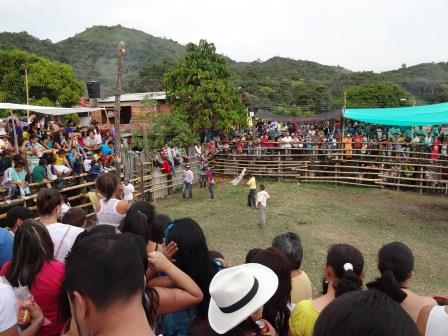
Corraleja tradicional durante las ferias y fiestas del pueblo.

Celebra a finales de junio (día de San Pedro ) una de las mejores ferias y fiestas de la región, evento en el que anualmente llega un gran número de turistas para presenciar actos tradicionales, exposiciones ganaderas, corralesjas, verbenas populares y presentaciones de artistas de diversas procedencias.

## Economía
Las actividades agrícolas y pecuarias son la base de la economía de la zona.
La actividad agrícola está representada por la producción de Mango, Mandarina, Naranja, Guayaba, Café y Plátano principalmente.
La actividad pecuaria se encuentra representada por bovinos, destinados ala producción de carne y leche para el consumo de la región. Se encuentran diferentes razas pero predomina la criolla. 
La avicultura, distribuida en casi toda la región, se encuentran galpones con pollo de engorde y gallinas ponedoras, sin embargo el mayor punto de explotación se encuentra en la vereda la Uchuta donde esta instaurada AVINSA productora de huevo.
La producción porcina, abastece el consumo de los habitantes del Municipio.

## Instituto Técnico Agrícola (ITA)

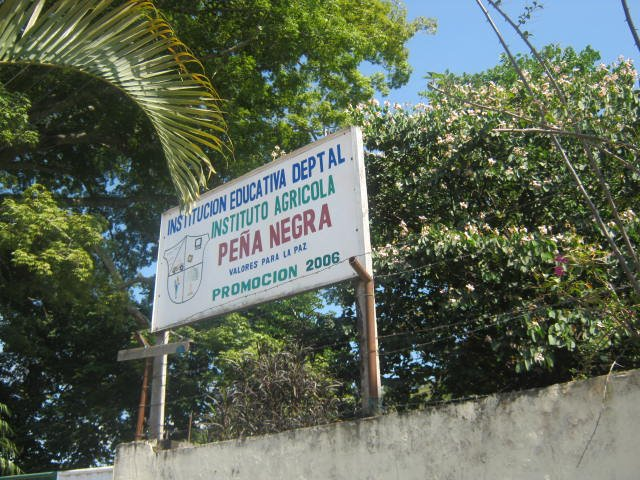
Entrada del instituto Agrícola.

El IED Instituto Agrícola de Peña Negra es la única institución educativa de Peña Negra, fundada en la década de 1950, ofrece educación preescolar, básica primaria y básica secundaria con modalidad agropecuaria. El ente tiene una sede principal ubicada en la zona central del pueblo donde se dicta educación secundaria, sin embargo tiene adjudicadas otras sedes en veredas cercanas donde se dicta primaria a niños y niñas de la zona sur del municipio.
En sus inicios, el ITA (como se le suele llamar) dictaba hasta cuarto grado de secundaria (noveno), por lo que sus egresados debían trasladarse a los municipios de Anolaima o La Mesa (Cundinamarca)] para culminar sus estudios. Posteriormente, adquiere la calidad para egresar bachilleres agrícolas.
El Instituto Agrícola de Peña Negra contaba con internado masculino el cual fue clausurado en el año 1999.
El instituto sufrió una remodedación en 2000, se le anexaron dos plantas de aulas y se mejoró su infraestructura de explotación pecuaria.

### Historia Instituto Técnico Agrícola (ITA) Peña Negra
El instituto técnico agrícola peña negra (ITA) ha sido epicentro del desarrollo de la comunidad rural del sur del municipio, incluso desde finales del siglo XVIII es considerada como lugar histórico, pues bajo la sombra de la Ceiba (situada en la misma) siendo presidente Rafael Núñez, se inspiró para un año después escribir los mensajes célebres a la Constitución Nacional de 1886. Aunque oficialmente se menciona 1952 como la fecha de apertura en el funcionamiento, se remonta a 3 años anteriores en el que se fundó como un centro de formación agrícola, enfocada  hacia la producción cafetera. Posteriormente se implementa como una escuela de educación formal hasta la básica secundaria (hasta 9.º), posteriormente le fue habilitada la educación media (hasta 11.º) con la modalidad de internado, la cual fue cerrada posteriormente y, en la actualidad funciona como Institución Educativa Departamental
Así es como ya son más de tres generaciones que han pasado por la institución y más de 20 promociones graduadas, para al menos un promedio de 500 bachilleres promovidos en esta institución
Además,  hasta 1975 se establece a Peña Negra como Inspección de Anolaima, la mayoría de estudiantes eran de este municipio, incluso de límites de la Mesa y Quipile; pero con los años se acentúa la asistencia de estudiantes del casco urbano de Cachipay, de las veredas de la laguna, San Antonio Alto, San Antonio Bajo, Recebera, Naranjal, Vaivén, La Uchuta, Caladaima Baja, Mesitas de Santa Inés, Cayunda, Tolú y el propio Peña Negra.
Si bien es cierto que el estilo de vida en las áreas rurales ha cambiado notablemente con la influencia de la industrialización, el reemplazo de la mano de obra humana por los artefactos y la concepción de la economía según indicaciones del fondo monetario internacional.  Ya que en Peña Negra, considerada en tiempos de antaño como un lugar estratégico por su terreno fértil, con una propuesta de enseñanza pertinente para los criterios de economía y comercio (basado en ese entonces en la producción de frutas y café). Mas sin embargo, son los enfoques contemporáneos los que relevan la importancia de una enseñanza agrícola, en una región donde no es altamente competente la producción de frutas ni de café, ya que actualmente este tipo de cultivos solicitan resultados de cantidad y velocidad para ser competitivo en el mercado internacional; pues esta región aún no está preparada, por la baja inversión en vías de transporte, comunicación, como atractivos turísticos.
Pese a ello la institución actualmente, ha establecido un PEI contextualizado a la realidad que lo rodea, estableciendo como prioridad el desarrollo integral de la persona, proveyendo a los estudiantes de herramientas para que se desenvuelvan en un proyecto de vida en el mundo laboral (desde la producción agrícola y pecuaria) pero que además le permita fortalecer sus cualidades en el ámbito espiritual, político, artístico, deportivo, científico que son básicos para desenvolverse en la sociedad.
Actualmente, la institución cuenta con una articulación con el Servicio Nacional de Aprendizaje de Girardot.